# Ivanovo, Rusia
Ivanovo (ru. Иваново) este un oraș din Regiunea Ivanovo, Federația Rusă și are o populație de 431.721 locuitori.